# За владу Рад
«За владу Рад» (рос. За власть Советов) — радянський військово-історичний фільм, знятий режисером Борисом Бунєєвим на Кіностудії ім. М. Горького в 1956 році за однойменним романом Валентина Катаєва.

## Сюжет
Літо. Початок Великої Вітчизняної війни. Перервалася довгоочікувана подорож московського юриста Бачея і його сина Петі в Одесу, пам'ятну батькові за спогадами дитинства, синові — за розповідями батька. Посадивши Петю на останній пароплав, що йшов з Одеси, Бачей йде на фронт, не розраховуючи на швидке повернення до рідних. Але доля непередбачувана: батько і син знову зустрілися, але вже в одеських катакомбах. Тут, глибоко під землею, серед вічного мороку і вогкості, жили партизани, що боролися з ворогом, які окупували Одесу.

## У ролях
- Борис Чирков —  Гаврила Чорноіваненко
- Данило Сагал —  підпільник Дружинін
- Петро Мальцев —  Петя Бачей
- Сергій Курилов —  Петро Васильович Бачей
- Ніна Нікітіна —  Мотря Терентіївна
- Валентина Хмара —  Валя Перепелицька
- Юліан Панич —  Святослав Марченко
- Борис Тенін —  Жора Колеснічук
- Лідія Сухаревська —  Раїса Львівна
- Анатолій Ігнатьєв —  Цимбал
- Ілля Набатов —  Іонел Миря
- Олексій Алексєєв —  генерал
- Гавриїл Бєлов —  Яковлєв, сторож в порту
- Анна Волгіна —  Клавдія Іванівна
- Олексій Єгоров —  підполковник Воронов
- Дмитро Лисенко —  шарманник
- Олена Максимова —  мати Наталії
- Валентина Пугачова —  Наталія
- Іван Агафонов —  партизан
- Іван Гузиков —  партизан
- Борис Сазонов —  швець
- Андрій Цимбал —  Платон Іванович Стрельбицький
- Олексій Ванін —  епізод
- Марина Фігнер —  епізод
- Олександр Лебедєв —  епізод
- Марина Гаврилко —  епізод
- Анатолій Кузнецов — танкіст механік-водій

## Знімальна група
- Режисер-постановник:  Борис Бунєєв
- Сценарист: Валентин Катаєв,  Семен Клебанов
- Оператори: Василь Дульцев,  Маргарита Піліхіна, Леонід Акімов (комбіновані зйомки)
- Художник:  Петро Пашкевич,  Арсеній Клопотовський
- Композитор:  Михайло Раухвергер
- Диригент:  Григорій Гамбург
- Звукооператор:  Сергій Юрцев
- Режисер: М. Володін
- Режисер-монтажер: Є. Абдиркіна
- Редактор: В. Бірюкова
- Військовий консультант: І. Ковальов
- Директор:  Володимир Роговий